# لاکیله
لاکیله (به لاتین: Lakiele) یک روستا در لهستان است که در گمینا کوواله اولتسکیه واقع شده‌است.